# گغام گریگوریان
گغام میهرانی گریگوریان (ارمنی: Գեղամ Միհրանի Գրիգորյան؛ ۲۹ ژانویهٔ ۱۹۵۱ – ۲۳ مارس ۲۰۱۶) خواننده اپرا اهل ارمنستان بود. وی بین سال‌های تا میلادی فعالیت می‌کرد.

## زندگی‌نامه
وی در ۲۹ ژانویه ۱۹۵۱ در ایروان به دنیا آمد و از کنسرواتوار دولتی کومیتاس ایروان فارغ‌التحصیل شد. وی همچنین برندهٔ جوایزی همچون هنرمند مردمی ارمنستان شوروی (۱۹۸۵) و مدال موسس خورناتسی شده است. وی در ۲۳ مارس ۲۰۱۶ در سن ۶۵ سالگی در ایروان درگذشت.

## نگارخانه

بنای یادبود گغام گریگوریان در پانتئون کومیتاس ایروان
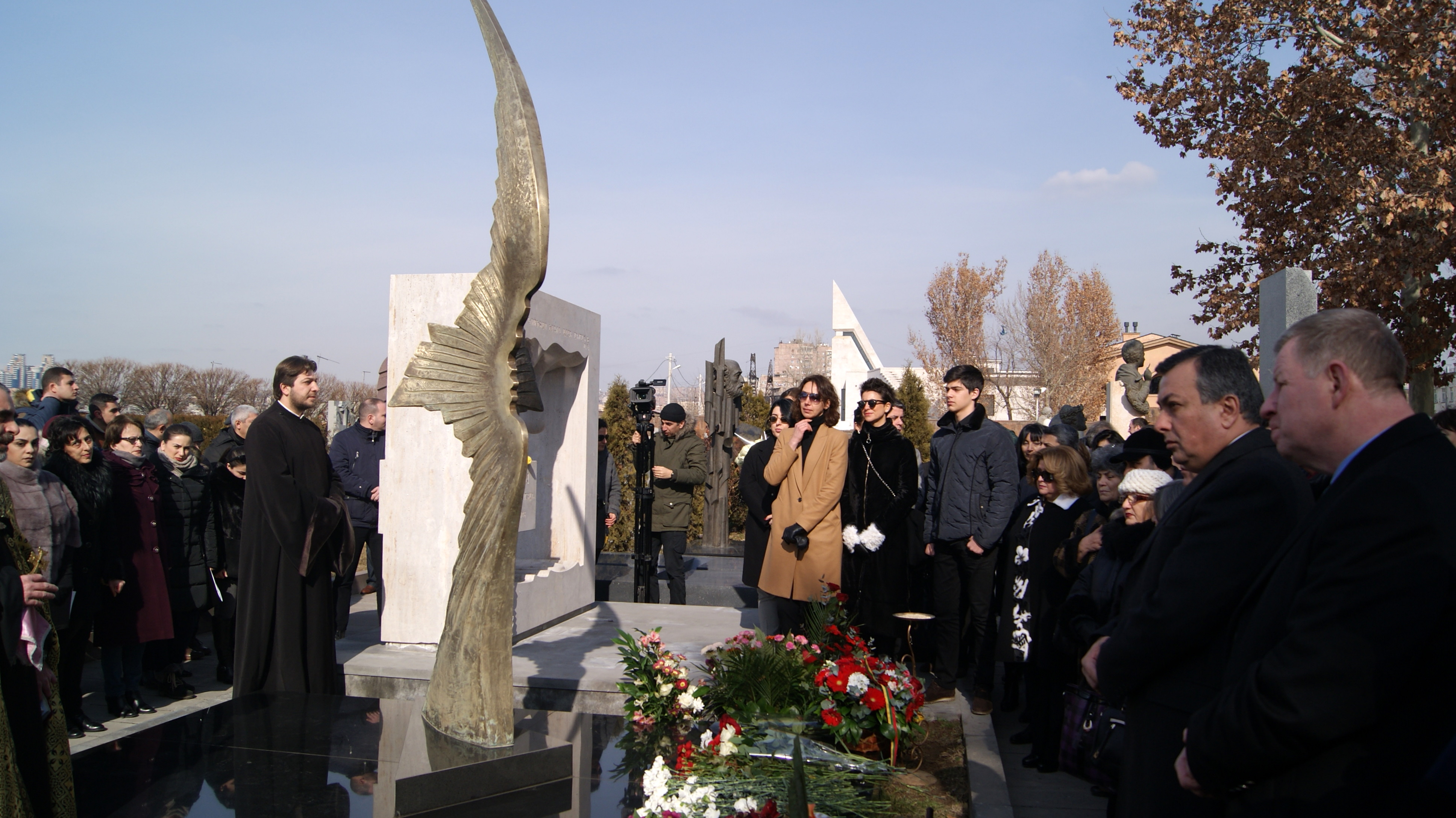
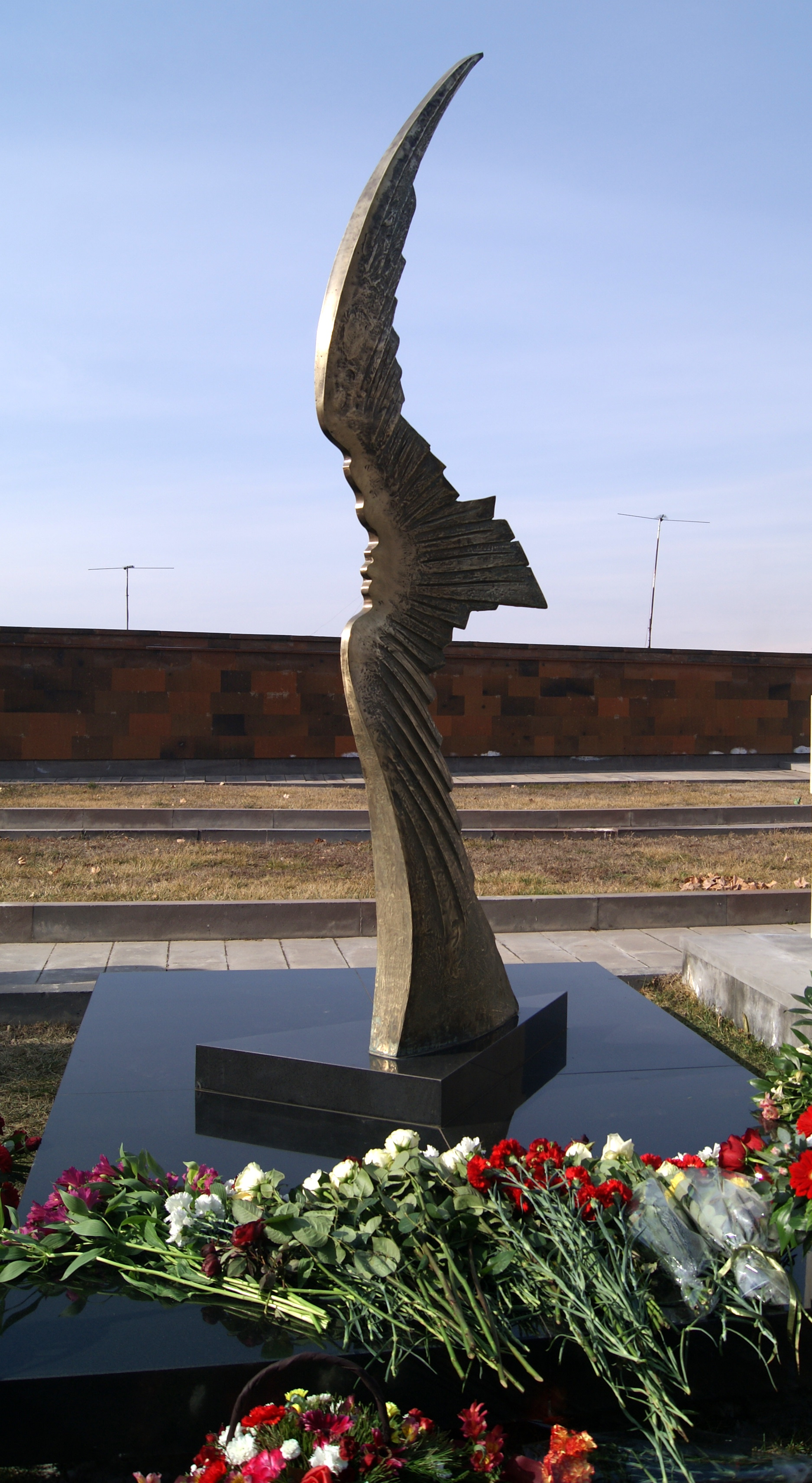
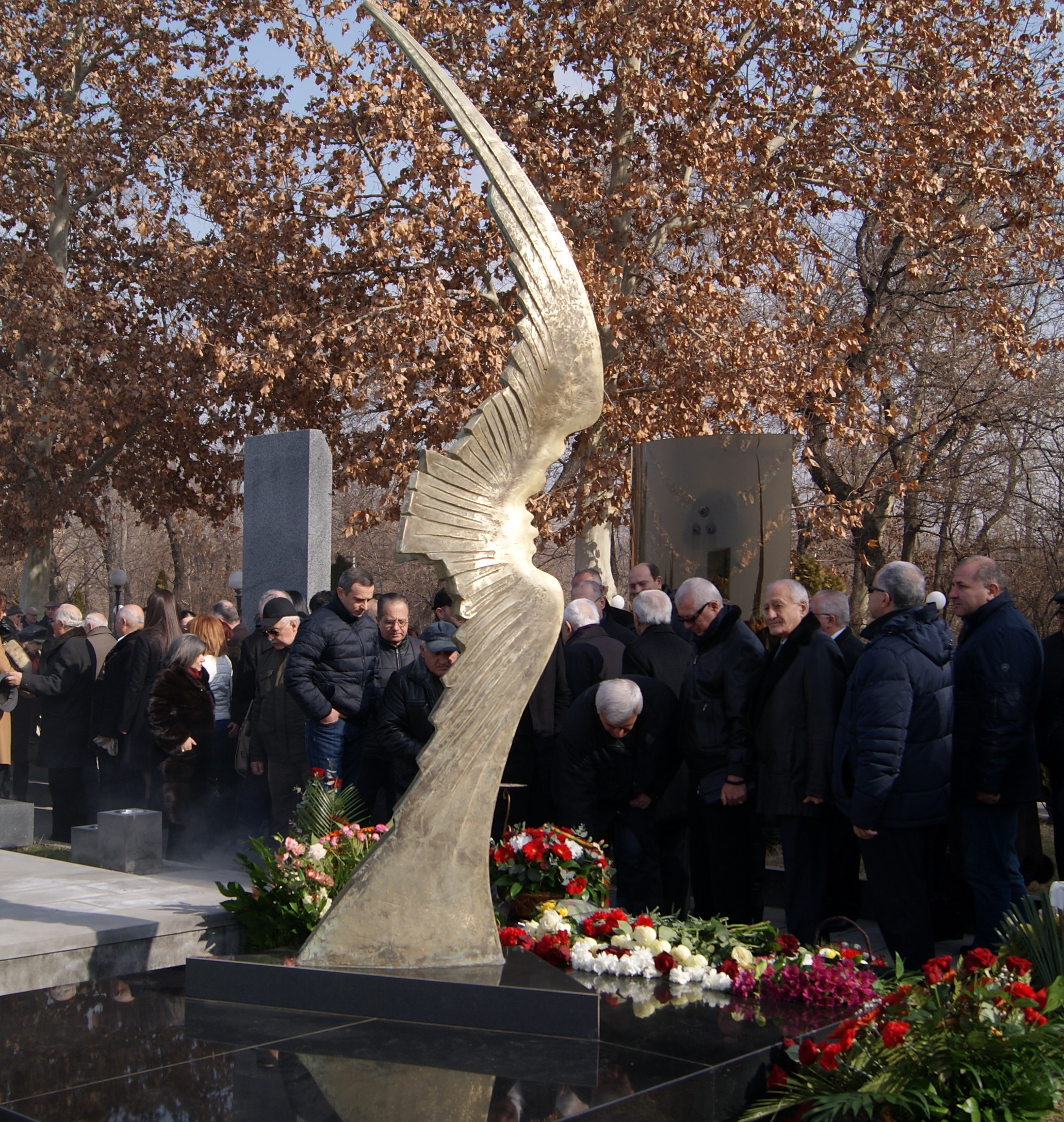